# Карле (река)
Карле́ (фр. Carlet) — река в Провансе на юге Франции в департаменте Воклюз, приток реки Имерг бассейна Роны.

## География
Карле берёт начало на территории коммуны Мюр в месте, называемом Бертранетт. Впадает в Имерг, приток Калавона, в Горде. Протяжённость реки — 8 км. Площадь водосборного бассейна — 108 км².

## Пересекаемые коммуны
Река протекает по территории 5 коммун:
- Мюр
- Жукас
- Руссийон
- Льу
- Горд

## Притоки
- Фоссе-де-Гардиоль (4,1 км)
- Веронкль (11,9 км)